# 11eyes : Tsumi to batsu to aganai no shōjo
 (septembre 2018).
Si vous disposez d'ouvrages ou d'articles de référence ou si vous connaissez des sites web de qualité traitant du thème abordé ici, merci de compléter l'article en donnant les références utiles à sa vérifiabilité et en les liant à la section « Notes et références ».
11eyes : Tsumi to batsu to aganai no shôjo (11eyes -罪と罰と贖いの少女-) est un visual novel, développé et édité par Lass, sorti le 25 avril 2008 sous Windows. Il a été adapté en anime de douze épisodes en 2009, réalisé par Masami Shimoda avec Shoji Hara au chara-design. Une OAV est ensuite sorti en juin 2010. Simultanément, un seinen manga de Naoto Ayano, publié par Kadokawa Shoten, est paru entre octobre 2009 et septembre 2010.

## Synopsis
Kakeru Satsuki et Yuka Minase, deux amis d'enfance, mènent paisiblement leurs études au lycée. Kakeru présente tout de même deux particularités : il a perdu sa sœur à 7 ans, et son œil droit est doré. Un jour, en compagnie de quelques-uns de leurs camarades, ils basculent soudainement dans un univers parallèle : la Nuit Pourpre (ou Nuit écarlate selon les traductions), car le ciel est alors de cette couleur, et la lune est noire. Là, le groupe est attaqué par des Chevaliers Noirs qui les appellent Fragments, et veulent les éliminer « pour sauver la Terre ». Heureusement, les camarades de Kakeru et de Yuka s'avèrent disposer de certains pouvoirs…

## Personnages

### «Fragments»
Les Fragments sont en réalité les parties de l'âme de Lisette Weltall, redoutable sorcière scellée par l'Ordre de l'Index (les Chevaliers noirs). Ils sont les seuls, avec les Chevaliers noirs et Shiori Momono, à basculer dans la Nuit pourpre. Leur réunion est nécessaire à la libération de Liselette, qui, malgré sa prison, fait l'impossible pour cela. Les Chevaliers noirs tentent donc d'empêcher cette funeste issue, en vain. Il convient de préciser que les Fragments avaient été originellement disséminés dans plusieurs mondes parallèles, avant de se retrouver réunis dans le même monde, celui où Liselette peut alors déclencher la Nuit pourpre. Par ailleurs, les Fragments sont chacun possesseurs d'un pouvoir particulier, révélé par la présence en leur sein d'une partie de l'âme de Liselette.
- Kakeru Satsuki (皐月 駆, Satsuki Kakeru?) (Seiyû : Daisuke Ono)

Personnage principal. Possesseur de l'œil d'Aieon, que convoite Lisette Weltall. Orphelin et ayant assisté, enfant, à la mort de sa sœur qui s'est suicidée, il est l'ami d'enfance de Yuka Minase, orpheline comme lui. Son unique obsession est de sortir du cauchemar de la Nuit pourpre afin de protéger Yuka. Timide et inapte au combat, dans un premier temps du moins, il progresse rapidement grâce à l'enseignement de Misuzu Kusakabe, au pouvoir familial que cette dernière lui a transmis quand il but son sang et au pouvoir de l'œil d'Aieon. Il a aussi eu dans l'anime des sentiments pour Yuka, mais il s'avère finalement qu'il décida de se tourner vers l'amour de Misuzu avec qui il eut des rapports intimes.
- Yuka Minase (水奈瀬 ゆか, Minase Yuka?) (Seiyû : Oto Agumi)

Amie d'enfance de Kakeru dont elle est en fait très et follement amoureuse. Kakeru veut la protéger à tout prix, mais elle cherche à lui rendre la pareille. Ses erreurs de jugement provoqueront la libération de Liselette. Elle survit, et est transférée, au terme de l'anime, dans un monde parallèle. Son pouvoir annule tous les autres ceux des ennemis mais également de ses amis ce qui en fait un pouvoir dangereux pour tous. Elle a une très grande rivalité avec Misuzu qui la considère comme une ennemie et une rivale pour l'amour de Kakeru. Elle était prête à tout, même à la tuer, elle a presque réussi lorsque, au cours des épisodes, elle a mis une lame tranchante dans sa tasse de thé. Toutes ses erreurs et sa rivalité ont failli lui coûter la vie et celles de ses amis.
- Misuzu Kusakabe (草壁 美鈴, Kusakabe Misuzu?) (Seiyû : Haruka Kudō)

Héritière d'une puissante famille d'Onmyoujis, elle parvient à combattre les Chevaliers noirs, et sauve Kakeru et Yuka lors de la première Nuit pourpre. Elle entraîne Kakeru et lui transmet le pouvoir familial juste en lui donnant son sang. Leader naturel du groupe des Fragments, elle met au point les stratégies à suivre, et son manoir sert de quartier général. Elle est déstabilisée par son affrontement avec Superbia, qui est en réalité Misao Kusakabe, l'ancienne « gloire », disparue depuis longtemps, de sa famille et contre laquelle elle est très loin de faire le poids. Shiori Momono lui ayant révélé la vérité sur la nature des Fragments, elle pousse à l'alliance avec les Chevaliers noirs et aide Kakeru dans son combat final. Triste de voir que Kakeru ait perdu Yuka elle décida de mettre ses sentiments pour Kakeru pour sauver Yuka de la mort chose difficile. Elle eut des rapports intimes avec Kakeru pour sauver Yuka car selon ce qu'elle a dit, seul deux personnes qui partagent le sang de son rang et s'unissent sous les liens du mariage leur permettra de créer un portail pour le monde de la nuit pourpre.
- Kukuri Tachibana (橘 菊理, Tachibana Kukuri?) (Seiyû : Risa Matsuda)

Une étrange fille qui présente la particularité d'être l'exact sosie de la défunte sœur de Kakeru. En réalité, il s'agit d'un ange appelé Abraxas qui a pris cette apparence du fait du pouvoir imaginatif de Yuka. Elle aurait fait ça pour rendre Kakeru heureux car elle ressemble beaucoup à sa sœur.
- Yukiko Hirohara (広原 雪子, Hirohara Yukiko?) (Seiyû : Miru)

Jeune fille timide et maladroite, elle révèle une capacité de combat extraordinaire lorsqu'elle enlève ses lunettes. Elle est de surcroît immortelle et invulnérable (grâce à ses pouvoirs régénérateurs). Elle perd ces spécificités en même temps que son Fragment, et est alors tuée par Liselette. Misuzu, Kakeru et Yuka la retrouvent dans l'univers parallèle dans lequel ils sont transférés au terme de l'anime, mais elle ne les reconnaît pas dans ce monde-là… Elle est amoureuse de Takahisa Tajima, qu'elle est pourtant contrainte de tuer lorsque ce dernier perd la raison et le contrôle de ses pouvoirs, semant la destruction sur son passage.
- Takahisa Tajima (田島 賢久, Tajima Takahisa?) (Seiyû : Andarushia)

Ancien enfant des rues, il est recueilli par Saiko Akamine, l'infirmière du lycée, qui s'occupe de lui comme si c'était son propre fils. Dur, bougon, solitaire, il est réticent à se mêler au groupe des Fragments, et ne parvient pas à avouer ses sentiments à Yukiko, malgré les pressions en ce sens de Saiko. Il est maître d'un redoutable pouvoir de feu. Il perd la raison lorsque Saiko est tuée par Superbia, et détruit tout sur son passage, ce qui oblige, la mort dans l'âme, Yukiko à le tuer. Il est présent dans l'univers parallèle final, mais, comme Yukiko, il ne reconnaît pas Kakeru, Yuka et Misuzu.

### Les Chevaliers noirs
Les Chevaliers Noirs sont en réalité les membres de l'Ordre du Saint Index ayant scellé les pouvoirs de Liselette, en disséminant des Fragments de son âme, il y a 70 ans de cela. Les conséquences de cette performance furent l'enfermement dans l'univers de la Nuit pourpre, et l'établissement de leur horrible apparence de Chevaliers noirs. Les Chevaliers noirs tentent d'éliminer les Fragments afin d'empêcher le retour de Liselette, avant de s'allier à eux une fois ce retour effectif.
- Avaritia (アワリティア, Awaritia?) (Seiyû : Eigou Mirai)

Le leader des Chevaliers noirs (et donc de l'Ordre du Saint Index). Il meurt au cours du combat final contre Liselette.
- Superbia (スペルビア, Superubia?) (Seiyû : Erena Kaibara)

La plus puissante des Chevaliers noirs, après Avaritia. Il s'agit en réalité de Misao Kusakabe, l'ancêtre familial que Misuzu vénère. Elle survit au combat final contre Liselette, avant de transférer Kakeru, Misuzu et Yuka dans un univers parallèle.
- Ira (イラ, Ira?) (Seiyû : Margarine Tengu)

Spécialisé dans les arts martiaux chinois. Tué par Kakeru.
- Invidia (インウィディア, Inwidia?) (Seiyû : Risa Matsuda)

Seule femme, avec Superbia, à être membre du groupe des Chevaliers noirs. Elle utilise une épée. Tuée par Yukiko.
- Acedia (アケディア, Akedia?) (Seiyû : Uoshuyaki)

Le mage du groupe. Tué par Kakeru.
- Gula (グラ, Gura?) (Seiyû : Keisuke Kuroiwa)

Un Chevalier noir géant. Tué par Misuzu.

### Autres personnages
- Shiori Momono (百野 栞, Momono Shiori?) (Seiyû : Honoka Imuraya)

Puissante sorcière, observant dans un premier temps les Fragments dans la Nuit pourpre avant de se révéler à eux. Elle est en réalité membre du Saint Index, mais est en désaccord avec les Chevaliers noirs sur la stratégie à suivre. Contrairement à eux, elle acquiert la conviction que Kakeru et les autres Fragments sont en mesure de vaincre définitivement Liselette, et qu'il ne faut donc pas les tuer dans l'objectif incertain de préserver le précaire scellement des pouvoirs de la sorcière. Les évènements lui donneront raison. Elle participera d'ailleurs au combat final où elle mourrera.Elle offrira son fragment à Kakeru Satsuki pour qu il batte la sorcière Liselette.
- Kaori Natsuki (奈月 香央里, Natsuki Kaori?) (Seiyû : Harumi Nukumori)

Amie de lycée de Kakeru, Yuka et Tadashi Teruya (qu'elle frappe régulièrement pour le punir de ses pitreries de joli cœur. Elle en est probablement amoureuse, en réalité).
- Tadashi Teruya (照屋 匡, Teruya Tadashi?) (Seiyû : Ouen Maikeru)

Ami de lycée de Kakeru, Tadashi et Yuka (qui le martyrise sans cesse). Personnage comique de la série, il ne cesse de faire le pitre, généralement avec des allusions érotiques à l'égard des autres filles du lycée. Il ironise également souvent sur la relation « fraternelle » entre Kakeru et Yuka.
- Saiko Akamine (赤嶺 彩子, Akamine Saiko?) (Seiyû : Ayako)

Infirmière du lycée, elle est la tutrice de Takahisa, qu'elle a recueilli enfant dans la rue. Elle ne cesse d'essayer de favoriser la relation entre Takahisa et Yukiko. Tuée par Superbia, qui cherchait à atteindre Takahisa.
- Liselotte Werckmeister (リゼット・ヴェルトール, Rizetto Verutōru?) (Seiyû : Rina)

De prime abord perçue par les Fragments comme une jeune fille retenue prisonnière par les Chevaliers noirs, il s'agit en réalité d'une puissante et maléfique sorcière dont les pouvoirs ont été scellés par l'Ordre du Saint Index, et l'âme disséminée en plusieurs fragments répartis chez plusieurs personnes dans différents univers parallèles. C'est elle qui crée la Nuit pourpre, dans le but de retrouver ses Fragments et d'ainsi briser le scellement (ce qu'elle parvient finalement à faire, grâce aux erreurs de Yuka). Elle cherche aussi à récupérer l'œil d'Aieon, que possède Kakeru, dans le but de détruire le monde (les pouvoirs de l'œil étant gigantesque). Elle était longtemps auparavant la fiancée du premier porteur de l'œil, Velad.
- Velad

Ancien porteur de l'œil d'Aieon, il y a longtemps de cela, et fiancé de Liselette. Il est trahi et tué par un de ses amis, ce qui plonge Liselette dans le désespoir. Il apparaît en rêve à Kakeru. Son esprit revient à travers Kakeru dans l'épisode final, où il désavoue les actions maléfiques de Liselette.

## Anime

### Fiche technique
L'anime, produit par le studio Dogakobo et réalisé par Masami Shimoda, est diffusé au Japon sur la chaîne Chiba TV du 6 octobre 2009 au 22 décembre 2009. Le chara-design a été assuré par Shoji Hara.
Les thèmes musicaux et l'opening Arrival of Tears ont été composés et interprétés par Ayane, l'ending Sequentia par Asriel.

### Liste des épisodes
| No       | Titre français                                | Titre japonais                          | Titre japonais        | Date de 1re diffusion |
| No       | Titre français                                | Kanji                                   | Rōmaji                | Date de 1re diffusion |
| -------- | --------------------------------------------- | --------------------------------------- | --------------------- | --------------------- |
| 1        | La Nuit Pourpre                               | 赤い夜 〜Piros éjszaka                  | Akai Yoru             | 6 octobre 2009        |
| 2        | La jeune fille dans le palais de cristal      | 水晶の少女 〜egy lány -ban kristály     | Suishō no Shōjo       | 13 octobre 2009       |
| 3        | L'orgueilleux solitaire                       | 孤独な誇り 〜egyedülálló büszkeség      | Kodoku na Hokori      | 20 octobre 2009       |
| 4        | Le sourire derrière la façade                 | 仮面の微笑 〜a doboz mögött maszk       | Kamen no Bishō        | 27 octobre 2009       |
| 5        | Pour mes amis et pour demain                  | 友と明日のために 〜barátoknak, holnapra | Tomo to Asu no Tameni | 3 novembre 2009       |
| 6        | Cœur désorienté                               | 心乱れて 〜szíbtép fájdalom             | Kokoro Midarete       | 10 novembre 2009      |
| 7        | Un réveil douloureux                          | 歪んだ覚醒 〜kanyargos ebredes          | Yuganda Kakusei       | 17 novembre 2009      |
| 8        | L'heure fatale                                | 逢魔が時〜félhomály öv                  | Ōma ga Toki           | 24 novembre 2009      |
| 9        | Liens brisés                                  | 壊れた絆 〜törött kötés                 | Kowareta Kizuna       | 1er décembre 2009     |
| 10       | L'éveil de la sorcière                        | 魔女覚醒 〜bukott angyal                | Majo Kakusei          | 8 décembre 2009       |
| 11       | Le choix de la destruction                    | 滅亡という選択〜válogatott-hoz kialvás  | Metsubō to Iu Sentaku | 15 décembre 2009      |
| 12       | L'aube de la nuit noire                       | 闇夜の暁〜a sötét hajnal                | Yamiyo no Akatsuki    | 22 décembre 2009      |
| 13 (OAV) | Une fantaisie en rose et une histoire de rêve | 桃色幻夢譚 〜rö zsaszí n é jszaka       | Momoiro Genmutan      | 25 juin 2010          |